# Karl Becker (Statistiker)

Karl Becker

Karl Martin Ludwig Becker (* 2. Oktober 1823 in Strohausen (Oldenburg); † 20. Juni 1896 in Berlin) war ein deutscher Statistiker und ab 1872 Direktor des Kaiserlichen Statistischen Amtes. 

## Leben

### Herkunft und frühe Karriere
Becker wurde als Sohn des Arztes Johann Christian Becker (19. August 1794 – 16. September 1838) und der Wilhelmine Catharine Becker (25. Juli 1798 – 1. April 1872) im Großherzogtum Oldenburg geboren. Er schlug zunächst eine militärische Laufbahn ein und diente als Absolvent der Oldenburger Militärschule (1838–1842) ab 1842 als Leutnant und Oberleutnant im 1. Oldenburgischen Infanterieregiment. Mit diesem Verband nahm Becker an den Feldzügen des Deutschen Bundes 1848/49 gegen Dänemark im Rahmen der Schleswig-Holsteinische Erhebung teil und erhielt im Frühjahr 1850 ein kurzes Kommando als Hauptmann in der neu aufgestellten Schleswig-Holsteinischen Armee.
Nach der Verabschiedung aus diesen Diensten, erhielt Becker durch den damaligen oldenburgischen Minister des Innern, Karl von Berg die Anregung, sich eingehender mit den Staatswissenschaften zu befassen. Berg hatte schon frühzeitig die Bedeutung einer amtlichen Statistik für das Großherzogtum Oldenburg erkannt und sah in dem mathematisch begabten Becker eine geeignete Persönlichkeit für die Leitung einer neu zu schaffenden Statistischen Dienststelle. Daher sicherte er Becker zu, nach bestandener Prüfung im Zivilstaatsdienst Oldenburgs Verwendung zu finden.
Ostern 1851 begann Becker daraufhin mit dem Studium der Staatswissenschaften, Volkswirtschaft und Statistik an der Universität Göttingen. Für das zweite Studienjahr wählte er Berlin, wo er nebenbei seine Ausbildung durch die Mitarbeit im Königlich Preußischen Statistischen Bureau vertiefte. Nach den Examina kehrte er im Frühjahr 1853 nach Oldenburg zurück und traf dort in fast zweijähriger Arbeit alle Vorbereitungen für die Einrichtung eines Statistischen Bureaus, dessen Einweihung am 29. Januar 1855 erfolgte. Diesem Amt stand Becker insgesamt siebzehn Jahre vor, ab 1856 mit der Dienstbezeichnung Regierungsassessor, seit 1863 mit der eines Ministerialrats.
Während dieser Tätigkeit sammelte Becker große Datenmengen in periodischen und gelegentlichen Erhebungen, so etwa zu Wohnungen und Haushaltungen, Geburtsraten und Heimatverhältnissen, Konfessionen und die Altersstruktur der Bevölkerung. Die Daten und die daraus gewonnenen Erkenntnisse verarbeitete er zu Denkschriften, die unter anderem auch vom Oldenburgischen Landtag zur Entscheidungshilfe genutzt wurden. Weiterhin gab Becker auch Anstöße und Hilfen zu Themen des öffentlichen oder staatlichen Interesses. So stellte er den Berechnungsplan zur Umgestaltung der staatlichen Witwen-, Waisen- und Leibrentenkasse von 1779 auf, ohne den die Anstalt ihren Zahlungsverpflichtungen auf die Dauer nicht hätte nachkommen können. Weiterhin gab den zuständigen Stellen durch die im Anschluss an die Bevölkerungszählung von 1864 vorgenommene Blindenzählung, erstmals Angaben über den Grad und das Alter zur Zeit der Erblindung und präzisierte außerdem 1855 das Aufnahmeverfahrens bei den Volks- und Gewerbezählungen. Als 1870/71 die Kommission zur weiteren Ausbildung der Statistik des Zollvereins über die Schaffung einer einheitlichen Reichsstatistik beriet, war Becker unter den Teilnehmern.

### In Berlin
Am 23. Juli 1872 wurde Becker dann zum ersten Direktor des Kaiserlichen Statistischen Amtes in Berlin ernannt. Sein Nachfolger in Oldenburg wurde Paul Kollmann. Er erwies sich hier in seiner Amtsführung als Praktiker mit dem Blick für das Ganze und der Fähigkeit, durch zusätzliche Kontrolllisten und zentralisierte Bearbeitungsverfahren, die noch junge statistische Methodologie wesentlich voranzubringen. Am 20. Juli 1879 wurde per Gesetz die Reform der Statistik des Warenverkehrs des deutschen Zollgebiets mit dem Auslande beschlossen, die eine genaue, unmittelbare und monatliche Aufschlüsselung des Warenein- und -ausgangs aller deutschen Zollgrenzstellen ermöglichte. Damit dehnte sich Beckers Arbeitsziele und die personelle Ausstattung seiner Behörde nochmals aus. Die Idee zu diesem für die Wirtschaft so bedeutsamen Ausbau der Statistik stammte zwar von dem Leiter des hessischen Amtes für Landesstatistik August Fabricius, doch es war Becker, der die damit verbundenen neuen statistischen Techniken in seinem Wirkungskreis erprobte. Nach einem leichten Schlaganfall, wurde er am 1. Mai 1891 pensioniert.

### Wirken als Herausgeber und weitere Tätigkeiten
Über die organisatorische und leitende Arbeit hinaus regte Becker auch eine umfassende publizistische Tätigkeit der Behörden unter seiner Leitung an, deren Ausführung fast allein dem Vorstand zufiel. So gründete er die Statistischen Nachrichten aus dem Großherzogtum Oldenburg (insgesamt 13 Hefte), in denen er von 1857 bis 1872 eine Vielzahl meist kürzerer Beiträge anonym und – für damalige Verhältnisse ungewohnt – mit Text versehen, verfasste. Weitere Beiträge schrieb er für das von ihm teilweise mitherausgegebenen Magazin für Staats- und Gemeindeverwaltung des Herzogtums Oldenburg (9 Bde., 1860–1869) und in der Statistik der Rechtspflege im Großherzogtum Oldenburg. Dabei wurde die Demografie zu seiner eigentlicher Domäne. Wesentliche Beiträge hierzu waren seine Arbeiten zur oldenburgischen Bevölkerungsbewegung zwischen 1760 und 1870 (veröffentlicht in den Heften IX und XI der Statistischen Nachrichten) wie die Aufstellung der Preußische Sterbetafeln, berechnet auf Grund der Sterblichkeit in den sechs Jahren 1859 bis 1864, auch mit fremden Sterbetafeln, die 1869 in der Zeitschrift des königlich preußischen Statistischen Bureaus erschien.
Nach der Reichsgründung führte Becker die Arbeiten fort, die zuvor vom „Centralbureau des Zollvereins“ erledigt worden waren, so etwa die zusammenfassende Bearbeitung der jeweiligen Landeserhebungen für die Bereiche Bevölkerungsbewegung, Binnenschiffahrt, Montanindustrie und Außenhandel. Infolge der Vorarbeiten der Kommission zur weiteren Ausbildung der Statistik des Zollvereins kamen dann die Anbau- und Erntestatistik (seit 1878), die Statistik der Großhandelspreise (seit 1879), die Kriminalstatistik (seit 1882) und die Statistik der Krankenversicherung (ab 1885) als ständige Ermittlungen für Beckers Behörde hinzu. 
Als vornehmliches Quellenwerk für alle Statistiken galt von vornherein die Statistik des Deutschen Reichs, zu der allein unter Beckers Amtsleitung 106 Bände entstanden. Ab 1877 gab er die Monatshefte zur Statistik des Deutschen Reichs und 1880 das Statistische Jahrbuch für das Deutsche Reich als eigenständige Publikationen heraus. Hierbei nahm die Daten- und Materialerfassung immer größere Dimensionen an und entsprechend wuchsen die Mitarbeiterzahl sowie die Geschäftsbereiche. Trotz dieser Arbeitsbelastung gelang es Becker, die Organisation und Leitung wichtiger Vorhaben, so etwa der ersten reichsweiten Berufs- und Gewerbezählung von 1882, sowie die Bearbeitung gesonderter Denkschriften selbst durchzuführen, insbesondere da, wo sie eine mathematische Behandlung zuließen. So unternahm Becker 1874 Becker eine eigene Untersuchungen über die Sterblichkeitsmessung, veröffentlicht im gleichen Jahr in seinem Bericht an die Kommission zur Vorbereitung einer Reichsmedizinalstatistik sowie ein weiteres Gutachten für den internationalen statistischen Kongress in Budapest 1874 Zur Berechnung der Sterblichkeit an die Bevölkerungsstatistik zu stellende Anforderungen. Diese Tätigkeiten zum Ausbau der internationalen Statistik blieben aber aufgrund des Vorrangs der Reichsstatistik die Ausnahme.

### Lebensende
Ab 1892 an lebte Becker wieder in Oldenburg. Ein zunächst nicht erkanntes Krebsleiden veranlasste ihn zu einer Badekur in Wiesbaden. Die Krankheit verschlimmerte sich dort jedoch und er zog nach Berlin-Charlottenburg, wo einer seiner Söhne als Arzt praktizierte. Bei ihm starb Becker bald darauf und wurde in Oldenburg beigesetzt.

### Familie
Becker war seit dem 8. Mai 1859 verheiratet mit Johanne Catherine Schröder (1826–1870), der Tochter des Fabrikanten Caspar Wilhelm Schröder in Oldenburg. Von den drei Söhnen des Ehepaares wurde Johann Christian Wilhelm (* 1860) Marineoffizier und Heinrich (1865–1893) Arzt. 

## Wirken
Becker arbeitete vor allem auf dem Gebiet der Bevölkerungsstatistik. Becker verbesserte die Organisation der statistischen Erhebungen und förderte die Publikation von Ergebnisse. Er begründete in beiden Ämtern eine Anzahl von Schriftreihen, die Statistischen Nachrichten aus dem Großherzogtum Oldenburg, Monatshefte zur Statistik des Deutschen Reiches (seit 1873 als Vierteljahresheft, seit 1877 Monatshefte) und das Statistische Jahrbuch für das Deutsche Reich. Für seine Tätigkeiten wurde er mit der Ehrenmitgliedschaft zahlreicher nationaler und internationaler statistischer Gesellschaften geehrt. Ab 1877 war er außerdem Ehrendoktor der Universität Tübingen.

## Publikationen (Auswahl)
- Zur Berechnung von Sterbetafeln an die Bevölkerungsstatistik zu stellende Anforderungen. Gutachten über die Frage: Welche Unterlagen hat die Statistik zu beschaffen, um richtige Mortalitätstafeln zu gewinnen?, Berlin: Verlag des Königlichen Statistischen Bureaus Berlin, 1874 (Göttinger Digitalisierungszentrum)
- Die Organisation der amtlichen Statistik im Deutschen Reich. Berlin: Puttkammer & Mühlbrecht. 1883
- Deutsche Sterbetafel, gegründet auf die Sterblichkeit der Reichsbevölkerung in den zehn Jahren 1871/72 bis 1880/81, nebst Erläuterungen und Vergleichen mit anderen Sterbetafeln: Veröffentlicht in: Monatshefte zur Statistik des Deutschen Reichs. 1887. H. XI. Seite 1–65.
- Unsere Verluste durch Wanderung. Veröffentlicht in: Schmollers Jahrbuch für Gesetzgebung, Verwaltung und Volkswirtschaft im Deutschen Reich. 1887. Jg. 11. H. 3. Seiten 1–24.
- Die Jahresschwankungen in der Häufigkeit verschiedener bevölkerungs- und moralstatistischer Erscheinungen. Veröffentlicht in: Mayr's Allgemeines Statistisches Archiv. 1892. Seiten 22–55.
- Stand und Bewegung der Bevölkerung des Deutschen Reichs und fremder Staaten in den Jahren 1841 bis 1886. Veröffentlicht in: Statistik des Deutschen Reichs. N. F. Bd. 44. 1892.